# Джулі Боуен
Джулі Боуен Люткемаєр (англ. Julie Bowen Luetkemeyer, нар. 03.03.1970) — американська актриса. Вона найбільш відома завдяки ролі Клер Данфі в ситкомі ABC «Американська сімейка», за яку отримала шість номінацій на премію «Еммі» за найкращу жіночу роль другого плану в комедійному серіалі, вигравши у 2011 та 2012.

## Ранні роки життя
Джулі Боуен народився в Балтиморі, штат Меріленд. Вона є другою з трьох дочок Сюзанни (уродженої Фрей) і Джона Александера Люткемеєра молодшого. Боуен має німецьке походження. Навчалася в Браунськом університеті за спеціальністю «італійське Відродження».

## Кар'єра
Боуен зіграла роль у мильній опері «Любов» (1992) та в епізоді коледжської драми «Клас 96» (1993). Вона зіграла головну роль у телевізійному фільмі «Дочки-втікачі» (1994). Вона зіграла кохання головного героя у фільмі «Щасливчик Гілмор» (1996). Вона також з'явилася у фільмах «Я і мої клони» (1996), «Американський перевертень у Парижі» (1997).
У 1998—1999 роках Боуен мала роль у серіалі «Швидка допомога». Вона зіграла роль Сари Шепард у п'яти епізодах «Загублених» (2005—2007). У 2001 році зіграла одну з головних ролей у фільмі «Крутий Джо».
З 2009 по 2020 рік Боуен грала роль Клер Данфі в ситкомі ABC «Американська сімейка».
Боуен також знімалась у фільмах «Хелловін Г'юбі» (2020), «Наслідки» (2021).